# Concerto pour piano no 3 de Saint-Saëns
Pour un article plus général, voir Concerto pour piano.
Pour les articles homonymes, voir Concerto pour piano (homonymie).

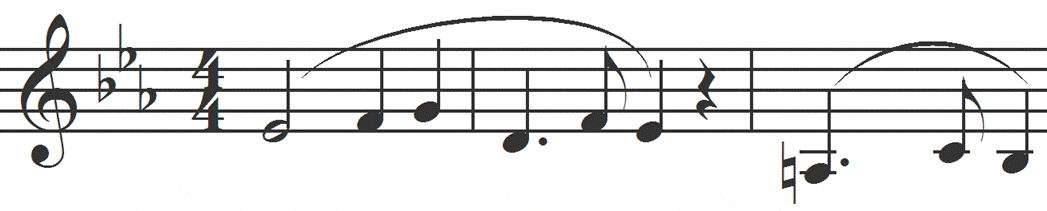
Principale mélodie du concerto pour piano nº 3.

Le concerto pour piano no 3 en mi bémol majeur (op. 29) de Camille Saint-Saëns fut composé en 1869. Le concerto comporte 3 mouvements. Lorsque le concerto a été créé par Saint-Saëns en personne à Leipzig le 25 novembre 1869, il n'a pas été très bien accueilli, peut-être à cause de ses audaces harmoniques. Le troisième concerto de Saint-Saëns n'est pas aussi souvent joué que le fameux second concerto, le quatrième ou le cinquième concerto, mais il reste une pièce majeure dans le répertoire des concertos pour piano. Il est dédié à Elie Miriam Delaborde, un pianiste que l'on pense être le fils naturel de Charles-Valentin Alkan.

## Mouvements
1. Moderato assai
Le premier mouvement commence en mi bémol majeur en même temps que le piano joue de grands et rapides arpèges. Le thème principal est ensuite présenté par l'orchestre. Le piano continue les arpèges tandis que l'orchestre développe le thème. Plus tard, le piano présente le deuxième thème de l'exposition, moins rustique que le premier, marqué molto tranquillo, qui est unique car il est joué par le piano seul sans accompagnement, et dans une tonalité éloignée (ré majeur). Une cadence à la technique brillante suit. La cadence est inhabituelle parce qu'elle survient très tôt dans le premier mouvement plutôt qu'à sa place habituelle à la fin. Le développement suit après la cadence. Le piano emploie de nombreuses formules pianistiques telles que les octaves parallèles, de rapides arpèges et des gammes, ainsi que des polyrythmies. La réexposition suit et plus tard la coda, pleine d'octaves et de grands accords. Le mouvement dure environ 14 minutes.
2. Andante
Le deuxième mouvement est en mi majeur et est à 3/4. Le mouvement est fiévreux et lent. Le thème principal est présenté par l'orchestre et varié et développé tout au long du mouvement. Le mouvement s'enchaîne sans pause avec le troisième mouvement. Il dure environ 7 minutes. Ce mouvement a un coté funèbre et étrange qui est peut-être un clin d'oeil à la musique d'Alkan .
3. Allegro non troppo
Le troisième mouvement est en mi bémol majeur et est en 2/4. Il est rapide et trépidant avec de riches mélodies. Il y a de nombreuses difficultés techniques que doit affronter le soliste, en particulier de nombreux octaves, arpèges rapides et gammes, et de grands accords. Le concerto se termine par une coda exaltante. Le mouvement dure environ 8 minutes.

L'exécution dure 29 à 30 minutes environ.

## Orchestration
| Instrumentation du concerto pour piano no 3                          |
| Clavier                                                              |
| piano (soliste)                                                      |
| Cordes                                                               |
| premiers violons, seconds violons, altos, violoncelles, contrebasses |
| Bois                                                                 |
| 2 flûtes, 2 hautbois, 2 clarinettes, 2 bassons                       |
| Cuivres                                                              |
| 2 cors, 2 trompettes, 2 trombones                                    |
| Percussions                                                          |
| timbales                                                             |

## Discographie sélective
- Aldo Ciccolini, piano, Orchestre de Paris, dir. Serge Baudo (intégrale des concertos pour piano et orchestre). 2 CD Emi 1971. Choc de Classica 2019.
- Philippe Entremont, piano, l'Orchestre du Capitole de Toulouse, dir. Michel Plasson (intégrale des concertos pour piano et orchestre). 2 CD CBS 1976.
- Pascal Rogé, piano, London Philharmonic Orchestra, dir. Charles Dutoit (intégrale des concertos pour piano et orchestre). 2 CD Decca 1986.
- Stephen Hough, piano,  City of Birmingham Symphony Orchestra, dir. Sakari Oramo (intégrale des concertos pour piano et orchestre). 2 CD Hyperion 2000 - 2001. Gramophone Awards record of the year 2002. Diapason d'or, Choc Le Monde de la Musique.
- Alexandre Kantorow, piano, Tapiola Sinfonietta, dir. Jean-Jacques Kantorow. CD Bis 2019. Diapason d'or, Choc de Classica.
- Louis Lortie, piano, BBC Philharmonic, conductor, Edward Gardner (intégrale des concertos pour piano et orchestre, Allegro appassionato Op.70, Rapsodie d'Auvergne Op.73). 2 CD Chandos 2018-2019